# كارلوس مندوزا
كارلوس مندوزا (بالإسبانية: Carlos Mendoza)‏ هو لاعب كرة قاعدة فنزويلي، ولد في 4 نوفمبر 1974 في سيوداد بوليفار في فنزويلا.

## وصلات خارجية
- كارلوس مندوزا على موقعبيزبول رفرنس.كوم (الدوري الرئيسي) (الإنجليزية)
- كارلوس مندوزا على موقعبيزبول رفرنس.كوم (الدوري الثانوي) (الإنجليزية)